# Onward (аналитический центр)
Onward — британский аналитический центр, проводящий исследования по экономическим и социальным вопросам. Был основан в 2018 году Уиллом Таннером и Нилом О’Брайеном под председательством Дэнни Финкельштейна.
В октябре 2020 года было объявлено, что в консультативный совет Onward также входят Кейт Фолл, Том Тугендхат, Кейт Рок, Джон Ламонт, Джеймс Канагасурям, Крейг Элдер, Мартин Роуз, Шивон Бейли, Джеймс О’Шонесси, Руперт Харрисон, Ричард Харрингтон, Энтони Браун и Клэр Коутиньо.

## История
По информации Financial Times, Onward был основан в мае 2018 года на мероприятии, где выступили тогдашний лидер шотландских консерваторов Рут Дэвидсон, а затем секретарь по окружающей среде Майкл Гоув, и была заявлена миссия Onward, заключающаяся в том, чтобы генерировать «новую волну модернизационных идей» и «новый вид политики, охватывающий новые группы людей».

## Публикации
В отчете Onward за 2019 год под названием «Политика принадлежности» рассматривается изменяющийся электоральный ландшафт Великобритании. «Таймс» сообщила, что:
Всеобщие выборы будут выиграны в «городах лиги регби» на севере Англии, согласно новому анализу. Успех консерваторов в привлечении пожилых белых мужчин без ученой степени, проживающих в таких городах, определит, получит ли партия большинство — утверждает аналитический центр Onward. «Человек из Уоркингтона» станет жизненно важным избирателем, который придет на замену таким демографическим группам, как «Женщина из Вустера» и «Мужчина на Ford Mondeo», на которые нацелены новые лейбористы Тони Блэра.
Аналитический центр Onward опубликовал ряд статей о региональных различиях в экономических показателях. В опубликованной в марте 2020 года статье «Levelling up» («Повышение уровня») утверждается, что расходы на инфраструктуру, культуру и науку чрезмерно смещены в сторону более богатых регионов. The Guardian написала, что «Казначейству следует прекратить направлять столько денег в богатый и продуктивный Лондон, если оно серьезно относится к „программе повышения уровня“, которая, как надеется Борис Джонсон, поможет ему сохранить парламентские места от „Красной стены“, согласно докладу правоцентристского аналитического центра Onward». В сентябре 2020 года BBC сообщила об исследовании Onward, в котором было обнаружено, что Великобритания является «одной из наиболее географически несбалансированных развитых экономик» и что «в Германии 12 % людей живут в районах со средним доходом на 10 % ниже среднего по стране, в то время как в Великобритании — 35 %». Как отмечает Financial Times, исследование показало, что «люди, живущие в районах, где на всеобщих выборах в прошлом году победила Консервативная партия Великобритании, зарабатывают в среднем на 5 % меньше, чем в районах, контролируемых лейбористской оппозицией».
Другая программа исследования аналитического центра посвящена социальному капиталу и общественной жизни. Отчет за март 2020 года «Repairing our social fabric» («Восстановление нашей социальной структуры») был запущен вместе со статьей депутата от консерваторов Дэнни Крюгера и депутата от лейбористской партии Джона Круддаса, где утверждалось, что «стремительно сокращается доля людей, присоединяющихся к местным организациям, волонтерам или обменивающихся новостями или услугами с теми, кто живет поблизости. Конечно, есть их заменители в новых онлайн-формах сообщества, но потерю личного общения нельзя заменить экранным временем».